# Lega Basket Serie A 2022-23
La Serie A 2022-23, conocida por motivos de patrocinio como Serie A UnipolSai fue la edición número 101 de la Lega Basket Serie A, la máxima competición de baloncesto de Italia. El campeón fue el AX Armani Exchange Milano, que lograba así su trigésimo título.

## Equipos

### Ascensos y descensos
La temporada 2021-22 trajo consigo los descensos del Fortitudo Bologna y el Vanoli Cremona a la Serie A2, de la que ascendieron para la presente temporada el Scaligera Verona y el Scafati Basket.

### Equipos y localización
| Equipo                        | Sede          | Pabellón            | Capacidad |
| ----------------------------- | ------------- | ------------------- | --------- |
| Happy Casa Brindisi           | Brindisi      | PalaPentassuglia    | 3,534     |
| Banco di Sardegna Sassari     | Sassari       | PalaSerradimigni    | 5,000     |
| Bertram Derthona Tortona      | Tortona       | Pala OltrePo        | 1,800     |
| Carpegna Prosciutto Pesaro    | Pesaro        | Adriatic Arena      | 10,323    |
| Dolomiti Energia Trentino     | Trento        | BLM Group Arena     | 4,360     |
| Germani Brescia               | Brescia       | PalaLeonessa        | 5,200     |
| Gevi Napoli                   | Nápoles       | PalaBarbuto         | 5,500     |
| AIX Armani Exchange Milano    | Milán         | Mediolanum Forum    | 12,700    |
| Nutribullet Treviso Basket    | Treviso       | PalaVerde           | 5,134     |
| UNAHOTELS Reggio Emilia       | Reggio Emilia | PalaBigi            | 4,530     |
| Scafati Basket                | Scafati       | PalaMangano         | 3,700     |
| Scaligera Verona              | Verona        | PalaOlimpia         | 5,350     |
| Allianz Pallacanestro Trieste | Trieste       | Allianz Dome        | 6,943     |
| Openjobmetis Varese           | Varese        | Enerxenia Arena     | 5,100     |
| Umana Reyer Venezia           | Venecia       | Palasport Taliercio | 3,506     |
| Virtus Segafredo Bologna      | Bolonia       | Virtus Arena        | 9,700     |

## Temporada regular

### Clasificación
Actualizada al 24 de abril de 2023.
| Pos. | Equipo                            | PJ | G  | P  | PF   | PC   | DP   | Pts | Clasificación              |
| ---- | --------------------------------- | -- | -- | -- | ---- | ---- | ---- | --- | -------------------------- |
| 1    | AX Armani Exchange Milano         | 30 | 23 | 7  | 2481 | 2191 | +290 | 53  | Clasificados para Playoffs |
| 2    | Segafredo Virtus Bologna          | 30 | 23 | 7  | 2542 | 2334 | +208 | 53  | Clasificados para Playoffs |
| 3    | Bertram Derthona Basket           | 30 | 18 | 12 | 2407 | 2337 | +70  | 48  | Clasificados para Playoffs |
| 4    | Umana Reyer Venezia               | 30 | 17 | 13 | 2510 | 2402 | +108 | 47  | Clasificados para Playoffs |
| 5    | Banco di Sardegna Sassari         | 30 | 17 | 13 | 2530 | 2413 | +117 | 47  | Clasificados para Playoffs |
| 6    | Dolomiti Energia Trento           | 30 | 15 | 15 | 2288 | 2335 | −47  | 45  | Clasificados para Playoffs |
| 7    | Happy Casa Brindisi               | 30 | 15 | 15 | 2494 | 2446 | +48  | 45  | Clasificados para Playoffs |
| 8    | Carpegna Prosciutto Basket Pesaro | 30 | 14 | 16 | 2531 | 2613 | −82  | 44  | Clasificados para Playoffs |
| 9    | Germani Basket Brescia            | 30 | 14 | 16 | 2474 | 2426 | +48  | 44  |                            |
| 10   | Scafati Basket                    | 30 | 12 | 18 | 2378 | 2414 | −36  | 42  |                            |
| 11   | NutriBullet Treviso               | 30 | 12 | 18 | 2433 | 2609 | −176 | 42  |                            |
| 12   | GeVi Napoli                       | 30 | 12 | 18 | 2379 | 2515 | −136 | 42  |                            |
| 13   | Openjobmetis Varese               | 30 | 17 | 13 | 2726 | 2722 | +4   | 41  |                            |
| 14   | UNAHOTELS Reggio Emilia           | 30 | 11 | 19 | 2287 | 2312 | −25  | 41  |                            |
| 15   | Allianz Pallacanestro Trieste     | 30 | 11 | 19 | 2345 | 2519 | −174 | 41  | Descenso a Serie A2        |
| 16   | Tezenis Verona                    | 30 | 9  | 21 | 2353 | 2570 | −217 | 39  | Descenso a Serie A2        |

 Fuente: LBA

## Playoffs
Los cuartos de final y semifinales se disputan al mejor de cinco encuentros, mientras que las finales lo hacen al mejor de siete.
|  | Cuartos de final | Cuartos de final                  | Cuartos de final | Cuartos de final          | Cuartos de final | Cuartos de final | Cuartos de final |    |                           | Semifinales | Semifinales | Semifinales | Semifinales | Semifinales | Semifinales | Semifinales |   |                           | Final | Final | Final | Final | Final | Final | Final | Final | Final |  |
|  |                  |                                   |                  |                           |                  |                  |                  |    |                           |             |             |             |             |             |             |             |   |                           |       |       |       |       |       |       |       |       |       |  |
|  |                  |                                   |                  |                           |                  |                  |                  |    |                           |             |             |             |             |             |             |             |   |                           |       |       |       |       |       |       |       |       |       |  |
|  | 1                | AX Armani Exchange Milano         | 94               | 86                        | 83               | 94               |                  |    |                           |             |             |             |             |             |             |             |   |                           |       |       |       |       |       |       |       |       |       |  |
|  | 1                | AX Armani Exchange Milano         | 94               | 86                        | 83               | 94               |                  |    |                           |             |             |             |             |             |             |             |   |                           |       |       |       |       |       |       |       |       |       |  |
|  | 8                | Carpegna Prosciutto Basket Pesaro | 68               | 57                        | 88               | 80               |                  |    |                           |             |             |             |             |             |             |             |   |                           |       |       |       |       |       |       |       |       |       |  |
|  | 8                | Carpegna Prosciutto Basket Pesaro | 68               | 57                        | 88               | 80               |                  | 1  | AX Armani Exchange Milano | 95          | 80          | 93          |             |             |             |             |   |                           |       |       |       |       |       |       |       |       |       |  |
|  |                  |                                   |                  |                           |                  |                  |                  | 1  | AX Armani Exchange Milano | 95          | 80          | 93          |             |             |             |             |   |                           |       |       |       |       |       |       |       |       |       |  |
|  |                  |                                   | 4                | Banco di Sardegna Sassari | 72               | 75               | 61               |    |                           |             |             |             |             |             |             |             |   |                           |       |       |       |       |       |       |       |       |       |  |
|  | 5                | Umana Reyer Venezia               | 4                | Banco di Sardegna Sassari | 72               | 75               | 61               | 82 | 55                        | 69          | 83          |             |             |             |             |             |   |                           |       |       |       |       |       |       |       |       |       |  |
|  | 5                | Umana Reyer Venezia               |                  |                           |                  |                  |                  |    |                           |             |             |             |             |             |             |             |   |                           |       |       |       |       |       |       |       |       |       |  |
|  | 4                | Banco di Sardegna Sassari         | 79               | 81                        | 80               | 87               |                  |    |                           |             |             |             |             |             |             |             |   |                           |       |       |       |       |       |       |       |       |       |  |
|  | 4                | Banco di Sardegna Sassari         | 79               | 81                        | 80               | 87               |                  |    |                           |             |             |             |             |             |             |             | 1 | AX Armani Exchange Milano | 92    | 79    | 61    | 89    | 79    | 66    | 67    |       |       |  |
|  |                  |                                   |                  |                           |                  |                  |                  |    |                           |             |             |             |             |             |             |             | 1 | AX Armani Exchange Milano | 92    | 79    | 61    | 89    | 79    | 66    | 67    |       |       |  |
|  |                  |                                   | 2                | Segafredo Virtus Bologna  | 82               | 76               | 69               | 93 | 72                        | 85          | 55          |             |             |             |             |             |   |                           |       |       |       |       |       |       |       |       |       |  |
|  | 3                | Bertram Derthona Basket           | 2                | Segafredo Virtus Bologna  | 82               | 76               | 69               | 93 | 72                        | 85          | 55          | 79          | 84          | 76          | 82          |             |   |                           |       |       |       |       |       |       |       |       |       |  |
|  | 3                | Bertram Derthona Basket           |                  |                           |                  |                  |                  |    |                           |             |             | 79          | 84          | 76          | 82          |             |   |                           |       |       |       |       |       |       |       |       |       |  |
|  | 6                | Dolomiti Energia Trento           | 78               | 81                        | 79               | 81               |                  |    |                           |             |             |             |             |             |             |             |   |                           |       |       |       |       |       |       |       |       |       |  |
|  | 6                | Dolomiti Energia Trento           | 78               | 81                        | 79               | 81               |                  | 3  | Bertram Derthona Basket   | 61          | 78          | 82          |             |             |             |             |   |                           |       |       |       |       |       |       |       |       |       |  |
|  |                  |                                   |                  |                           |                  |                  |                  | 3  | Bertram Derthona Basket   | 61          | 78          | 82          |             |             |             |             |   |                           |       |       |       |       |       |       |       |       |       |  |
|  |                  |                                   | 2                | Segafredo Virtus Bologna  | 84               | 108              | 89               |    |                           |             |             |             |             |             |             |             |   |                           |       |       |       |       |       |       |       |       |       |  |
|  | 7                | Happy Casa Brindisi               | 2                | Segafredo Virtus Bologna  | 84               | 108              | 89               | 68 | 95                        | 95          |             |             |             |             |             |             |   |                           |       |       |       |       |       |       |       |       |       |  |
|  | 7                | Happy Casa Brindisi               |                  |                           |                  |                  |                  |    |                           |             |             |             |             |             |             |             |   |                           |       |       |       |       |       |       |       |       |       |  |
|  | 2                | Segafredo Virtus Bologna          | 104              | 109                       | 100              |                  |                  |    |                           |             |             |             |             |             |             |             |   |                           |       |       |       |       |       |       |       |       |       |  |
|  | 2                | Segafredo Virtus Bologna          | 104              | 109                       | 100              |                  |                  |    |                           |             |             |             |             |             |             |             |   |                           |       |       |       |       |       |       |       |       |       |  |
|  |                  |                                   |                  |                           |                  |                  |                  |    |                           |             |             |             |             |             |             |             |   |                           |       |       |       |       |       |       |       |       |       |  |

## Estadísticas
Hasta el 10 de mayo de 2023.
| Rank | Nombre        | Equipo                  | PPP  |
| ---- | ------------- | ----------------------- | ---- |
| 1.   | Frank Bartley | Pallacanestro Trieste   | 19.5 |
| 2.   | David Logan   | Scafati Basket          | 18.4 |
| 3.   | Colbey Ross   | Pallacanestro Varese    | 17.5 |
| 4.   | Markel Brown  | Pallacanestro Varese    | 16.9 |
| 5.   | Adrian Banks  | Universo Treviso Basket | 16.8 |

| Rank | Nombre            | Equipo                  | APP |
| ---- | ----------------- | ----------------------- | --- |
| 1.   | Andrea Cinciarini | UNAHOTELS Reggio Emilia | 9.9 |
| 2.   | Colbey Ross       | Pallacanestro Varese    | 7.5 |
| 3.   | Julyan Stone      | Givova Scafati          | 6.5 |
| 4.   | Semaj Christon    | Derthona Basket         | 5.1 |
| 5.   | Gerald Robinson   | Dinamo Sassari          | 4.9 |

| Rank | Nombre           | Equipo                  | RPP |
| ---- | ---------------- | ----------------------- | --- |
| 1.   | Trevor Thompson  | Scafati Basket          | 8.1 |
| 2    | JaCorey Williams | Napoli Basket           | 7.9 |
| 3.   | Skylar Spencer   | Pallacanestro Trieste   | 7.9 |
| 4.   | Taylor Smith     | Scaligera Verona        | 7.3 |
| 5.   | Derek Cooke      | Universo Treviso Basket | 7.0 |

| Rank | Nombre            | Equipo                  | VPP  |
| ---- | ----------------- | ----------------------- | ---- |
| 1.   | Colbey Ross       | Pallacanestro Varese    | 21.6 |
| 2.   | JaCorey Williams  | Napoli Basket           | 18.9 |
| 3.   | Andrea Cinciarini | UNAHOTELS Reggio Emilia | 18.3 |
| 4.   | Frank Bartley     | Pallacanestro Trieste   | 18.0 |
| 5.   | Chris Dowe        | Dinamo Sassari          | 17.9 |

## Premios

### Temporada regular

#### Mejor jugador de la jornada
| Jor. | Jugador                    | Equipo                   | Val. | Ref.   |
| ---- | -------------------------- | ------------------------ | ---- | ------ |
| 1    | Jordan Mickey              | Virtus Bologna           | 30   | [ 17 ] |
| 2    | John Petrucelli            | Basket Brescia           | 36   | [ 18 ] |
| 3    | Matteo Spagnolo            | Aquila Basket Trento     | 27   | [ 19 ] |
| 4    | David Logan                | Scafati Basket           | 24   | [ 20 ] |
| 5    | Kwan Cheatham              | Victoria Libertas Pesaro | 23   | [ 21 ] |
| 6    | Michał Sokołowski          | Universo Treviso Basket  | 31   | [ 22 ] |
| 7    | Muhammad-Ali Abdur-Rahkman | Victoria Libertas Pesaro | 34   | [ 23 ] |
| 8    | Muhammad-Ali Abdur-Rahkman | Victoria Libertas Pesaro | 27   | [ 24 ] |
| 9    | Marco Belinelli            | Virtus Bologna           | 17   | [ 25 ] |
| 10   | Stanley Okoye              | Scafati Basket           | 21   | [ 26 ] |
| 11   | Jayson Granger             | Reyer Venezia            | 30   | [ 27 ] |
| 12   | Tornik'e Shengelia         | Virtus Bologna           | 34   | [ 28 ] |
| 13   | Brandon Davies             | Olimpia Milano           | 28   | [ 29 ] |
| 14   | J.P. Macura                | Derthona Basket          | 26   | [ 30 ] |
| 15   | Justin Reyes               | Pallacanestro Varese     | 28   | [ 31 ] |
| 16   | Ky Bowman                  | New Basket Brindisi      | 16   | [ 32 ] |
| 17   | Frank Bartley              | Pallacanestro Trieste    | 29   | [ 33 ] |
| 18   | Marco Belinelli            | Virtus Bologna           | 21   | [ 34 ] |
| 19   | Adrian Banks               | Universo Treviso Basket  | 24   | [ 35 ] |
| 20   | Marco Belinelli            | Virtus Bologna           | 30   | [ 36 ] |
| 21   | Niccolò Mannion            | Virtus Bologna           | 33   | [ 37 ] |
| 22   | Nick Perkins               | New Basket Brindisi      | 22   | [ 38 ] |
| 23   | Jordan Howard              | Napoli Basket            | 31   | [ 39 ] |
| 24   | Colbey Ross                | Pallacanestro Varese     | 34   | [ 40 ] |
| 25   | Andrea Cinciarini          | Pallacanestro Reggiana   | 27   | [ 41 ] |
| 26   | Markel Brown               | Pallacanestro Varese     | 36   | [ 42 ] |
| 27   | Jaron Johnson              | Pallacanestro Varese     | 35   | [ 43 ] |
| 28   | David Logan                | Scafati Basket           | 29   | [ 44 ] |
| 29   | Colbey Ross                | Pallacanestro Varese     | 46   | [ 45 ] |
| 30   | David Logan                | Scafati Basket           | 31   | [ 46 ] |